# Karl Jenschke
Karl Jenschke (auch Jentschke) (* 31. März 1899 in Wien; † 6. August 1969 in Tegernsee) war ein österreichischer Fahrzeugkonstrukteur und Luftfahrtpionier.

## Leben
Karl Jenschke besuchte in Strebersdorf die Volksschule und in Linz die Hauptschule. Im elterlichen Lebensmittelgeschäft absolvierte er eine kaufmännische Lehre.
Im Ersten Weltkrieg meldete er sich zur Luftfahrtruppe. 1917 erhielt er den Internationalen Pilotenschein und gehörte damit zu den ersten eintausend Piloten weltweit. Vorerst als Einflieger war er anschließend auf der Luftpostlinie Wien-Krakau-Lemberg eingesetzt. Nach dem Krieg absolvierte er das Technikum Mittweida und schloss das Studium als Maschinenbau-Ingenieur 1921 ab.
Im Jahr 1922 begann er seine Tätigkeit als Ingenieur in den Steyr-Werken unter Hans Ledwinka. Karl Jenschke heiratete im gleichen Jahr, er hatte eine Tochter und zwei Söhne. In den Jahren 1929 bis 1931 arbeitete er unter dem Chefkonstrukteur Ferdinand Porsche und wurde nach dem Ausscheiden Porsches dessen Nachfolger. So wurde unter ihm der Steyr 30 fertig entwickelt und folgend der Steyr 40, 430 und 530 entwickelt. Die größten Stückzahlen erreichte der Typ 50 („Steyr Baby“) mit 13.000 Einheiten.
Jenschke war Mitbegründer einer Segelfliegergruppe im Jahr 1931 in Steyr. Er erhielt die Mitgliedsnummer 2. Er begann auch sofort mit dem Entwurf eines Motorflugzeuges sowie eines passenden Motors. Dabei handelte es sich um einen 2-Zylinder-Boxermotor mit 15 PS. Auch an weiteren Sportflugzeugen konstruierte er mit.
In den Jahren 1935 bis 1945 war er technischer Direktor und Chefkonstrukteur der Adlerwerke in Frankfurt. So entstand unter seiner Führung der Adler 2,5 Liter. Vor allem während des Krieges konstruierte er geländegängige Fahrzeuge, Traktoren, aber auch Sonderkonstruktionen, unter anderem auch für die Luftwaffe.
Im Jahr 1946 kehrte Jenschke wieder nach Steyr als Konsulent zurück. Von 1951 bis 1954 war er als Chefkonstrukteur bei Auto Union in Ingolstadt tätig, musste die Tätigkeit aber aus gesundheitlichen Gründen beenden. Ab 1957 wurde er technischer Leiter bei Boge GmbH in Eitorf und erhielt 1960 die Prokura. Im Ruhestand übersiedelte er nach Bad Wiessee am Tegernsee, wo er 1969 starb.